# Balmain
Pierre Balmain S.A. mais conhecida como Balmain é uma marca de alta-costura, prêt-à-porter, joalharia e perfume fundada em 1946 pelo designer Pierre Balmain.

## História
No período da Segunda Guerra Mundial, Pierre Balmain foi "um rei da moda francesa" e vestia várias estrelas, incluindo Ava Gardner e Brigitte Bardot e também a primeira dama da Nicarágua, Esperança Portocarrero. Uma das suas clientes mais famosas era a rainha Sirikit da Tailândia. 
Após a morte de Pierre Balmain, em 1982, a casa foi liderada por Erik Mortensen, descrita pela Vogue como a "mão direita" de Pierre Balmain. Oscar de la Renta tomou conta da casa entre 1993 e 2002. Sob o comando de Pierre Balmain, Mortensen e de la Renta, a casa era conhecida pelos seus clássicos e estampados de luxo.
Até 2011, a casa foi liderada pelo designer Christophe Decarnin, cuja visão para a casa era mais moderna e mais ousada. Em abril de 2011, a casa de moda anunciou que Decarnin foi sucedido por Olivier Rousteing.
Por volta de 2008 e 2009, a linha de roupas tornou-se extremamente popular tanto entre as revistas de moda, passerelles e celebridades. A sua coleção de 2010, apresentada durante a Paris Fashion Week, foi dito ser "totalmente retro" e trouxe de volta o brilho da era disco de 1970.
Entre algumas das estrelas da atualidade que vestem Balmain, estão Beyoncé, Angelina Jolie, Marion Cotillard, Penelope Cruz, Alexandra Kerry, Tatiana Sorokko, Kate Moss, Céline Dion, Kristin Davis, Kim Kardashian, Kylie Jenner e Anitta..

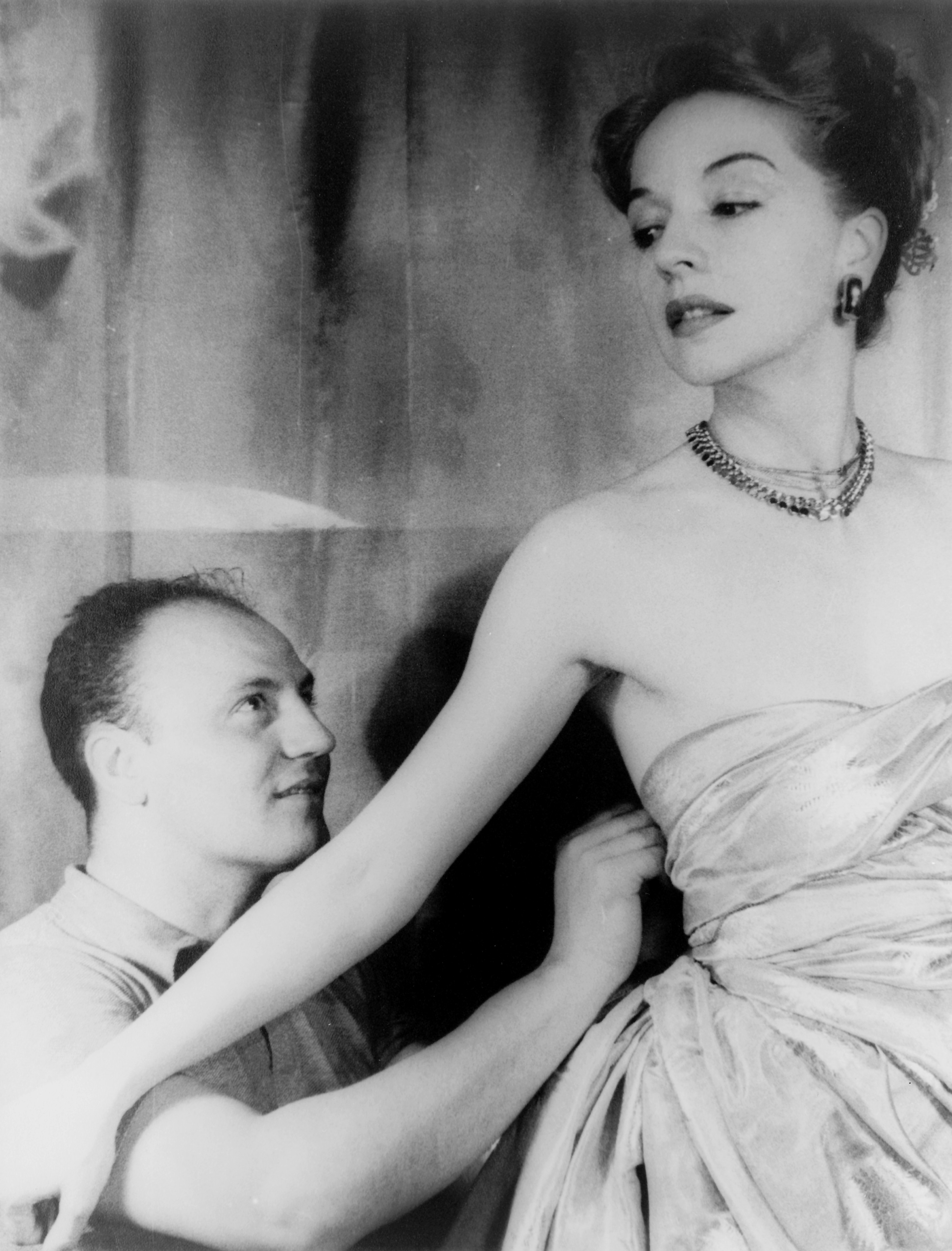
Pierre Balmain e a atriz Ruth Ford, fotografada por Carl van Vechten, 1947

## Diretores Criativos
- 1946 a 1982  -  Pierre Balmain
- 1982 a 1990  -  Erik Mortensen
- 1990 a 1992  -  Hervé Pierre
- 1993 a 2002  -  Oscar de La Renta
- 2005 a 2011  -  Christophe Decarnin
- 2011 à atualidade  -  Olivier Rousteing

## Balmain no Brasil
A marca é uma das preferidas das consumidoras de alto luxo no país. Em 2010, foi anunciado que Marina Mantega e Georgia Atalla iriam inaugurar a primeira loja da Balmain nas Américas, em São Paulo no Shopping Cidade Jardim. Depois de muitas especulações, Marina e Georgia separaram a sociedade e a inauguração foi adiada. As coleções chegaram a ser compradas. Com isso Marina continuou a afirmar que a loja seria aberta, o que era confirmado pelo tapume da loja no Cidade Jardim. Após alguns meses o tapume foi retirado, mas em entrevista ao site da RG e da Harper's Bazaar Brasil, Marina disse que com o fim da sociedade a matriz da marca em Paris preferiu suspender a inauguração até as documentações serem regularizadas em nome de Marina, mas a loja ainda será inaugurada. A coleção comprada por Marina e Georgia para a abertura da loja, "ficaram encalhadas" e não tem destino certo, já que Mantega disse que "não havia sentido abrir a loja vendendo coleções antigas."
Algumas multimarcas de luxo vendem as peças da Balmain no país: em São Paulo, as peças são vendidas na NK Store e na Mares (M&Guia); no Rio de Janeiro as peças são vendidas na NK Store; em Belo Horizonte na Mares (M&Guia) e na Zezé Duarte; e em Brasília na Maison Ana Paula.